# Residencia Härnösand

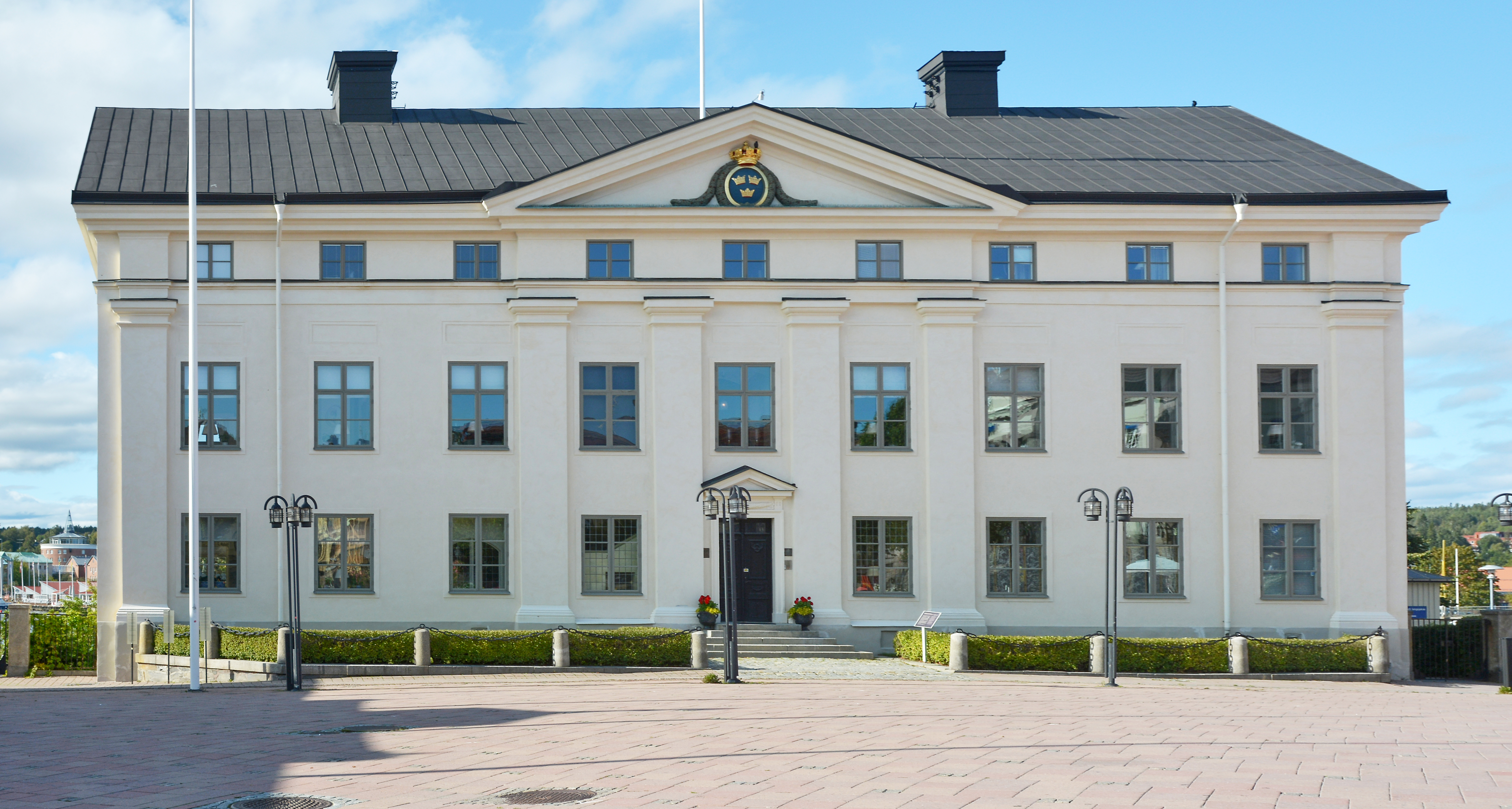
Residencia de la provincia de Härnösand.

La residencia Härnösand (en sueco: länsresidenset i Härnösand) es la residencia formal del gobernador de la provincia de Västernorrland, Suecia. Está situada en el centro de Härnösand. El edificio fue diseñado por el arquitecto Olof Tempelman y construido entre 1785 y 1790. Es uno de los primeros ejemplos de arquitectura neoclásica en Suecia. La sobria fachada con su gigantesco orden de pilastras y su relativa falta de elementos decorativos influyó en la arquitectura sueca hasta bien entrado el siglo XIX. El edificio sufrió una importante renovación en la década de 1920.

## Historia
Härnösand se convirtió en la sede del gobernador del condado en 1646, y en 1647 se construyó una sencilla residencia para el gobernador. Sin embargo, en 1654 la sede del gobernador se trasladó a Sundsvall y la residencia se deterioró. En 1778, la sede del gobernador se trasladó de nuevo a Härnösand y correspondió a los ciudadanos proporcionarle al gobernador una residencia adecuada. Como no había edificios adecuados disponibles, el gobernador residió inicialmente en la casa del alcalde.
Del año 1782 existen planos sin firmar (posiblemente de Carl Fredrik Adelcrantz) para un edificio residencial de madera de dos plantas y media. Sin embargo, el gobernador insistió en que la residencia debía construirse en piedra, y en 1784 el arquitecto Olof Tempelman realizó los diseños para el edificio actual. La construcción duró de 1785 a 1790.

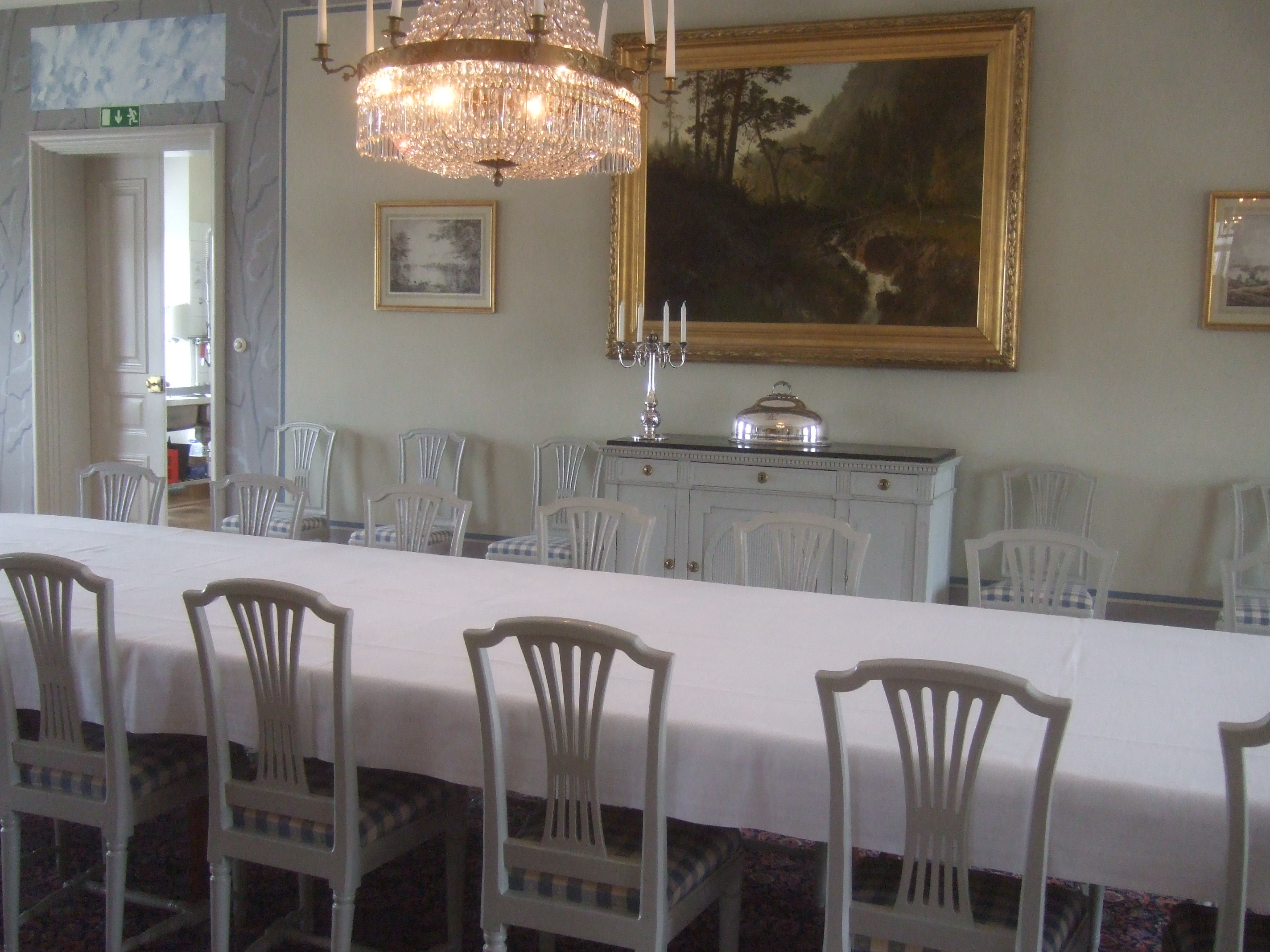
Interior: el comedor, amueblado con muebles gustavianos.

En 1909 las condiciones de vida en la residencia se habían deteriorado y se consideraron demasiado pobres para el gobernador, que se trasladó a otro edificio de la ciudad. A finales de la década de 1920 el arquitecto F. Fagerström elaboró y ejecutó un plan para renovar el edificio. Se conservaron los detalles originales de la década de 1790, pero la distribución interior cambió en gran medida. Las nuevas decoraciones fueron realizadas por la artista Yngve Lundström. El gobernador regresó a la residencia en 1920.  En 1955 también se renovó el exterior. 
En 2000-2001 se volvió a llevar a cabo una importante renovación del interior, con el objetivo de restaurar la obra de Lundström y equipar las salas formales con conjuntos coherentes de muebles gustavianos. En 2016-2017, también se renovó el exterior.

## Arquitectura
La residencia del condado es uno de los primeros ejemplos de arquitectura neoclásica en Suecia. El rey Gustavo III había regresado de una gran gira por Francia e Italia en 1784, y es evidente que los planos, aprobados por el rey en enero de 1785, están fuertemente influenciados por los nuevos ideales e ideas adquiridos durante el viaje. La inspiración se extrae de la arquitectura romana antigua y de la arquitectura renacentista italiana, particularmente de Andrea Palladio, más que de la arquitectura francesa que había dominado la arquitectura sueca durante gran parte del siglo XVIII. Por ejemplo, en el diseño de la residencia Tempelman utiliza un orden gigante de pilastras inspiradas en Palladio, ejecutadas de forma nítida y articulada. La fachada también está escasamente decorada, careciendo de festones y otros elementos que habían sido populares anteriormente. El tratamiento simplista y contundente de la fachada llegó a influir ampliamente en la arquitectura neoclásica en Suecia, y la influencia del edificio residencial de Tempelman en Härnösand se puede rastrear hasta bien entrado el siglo XIX en la arquitectura sueca.